# Liste der Pastoren in Plau (Mecklenburg)
Diese Liste der Pastoren in Plau verzeichnet alle namentlich bekannten Geistlichen an der Pfarrkirche St. Marien (Plau am See). Durch fehlende Aufzeichnungen vor der Reformation sind die Angaben bis dahin nicht vollständig, danach sind alle evangelischen Pastoren bekannt.

## Geschichte der Pfarre
Die Stadt Plau hat seit ihrer Gründung in den 1220er Jahren eine Kirche „St. Marien“, die in mehreren Bauabschnitten – Chor um 1230/40, Mittelschiff um 1250/70, Turm um 1300/20 – errichtet wurde.
Der Marienkirche stand ein Pfarrer vor, unterstützt durch mehrere Capellane, die den Gottesdienst an den Nebenaltären verwalteten und die damit verbundenen Einkünfte (insbesondere die Zinsen aus dem Stiftungskapital) genossen. Bekannt sind neben dem ursprünglichen, 1726(?) verbrannten Marienaltar in der Kirche die Altäre des Heiligen Kreuzes und St. Jacobi; insgesamt bestanden 1541 vierzehn Hauptlehen (Stiftungen). Der letzte katholische Pfarrer Johannes Mowe (bis 1532) bezog noch 1541 die recht erheblichen Zinseinkünfte des Altars des Heiligen Kreuzes, wozu auch ein Haus gehörte. Außer der großen Kirche bestanden außerhalb der Stadtmauern zeitweise noch weitere Kapellen:
- St. Jürgen (=St. Georg) gestiftet wohl 1298, eng verbunden mit Heilig Geist, zusammen genannt 1370, mit Armen- und Siechenhaus am damaligen Quetziner Weg, heute etwa in Höhe des Hauses Quetziner Str. 34
- St. Gertrud, „Sunte Gertruden Capelle buten vor deme dore“, gestiftet kurz vor 1468, vermutlich vor dem Burgtor in Höhe der Kreuzung Lange Str. / Schulstr.
- St. Crucis (Zum Heiligen Kreuz), mit nur wenigen vagen Notizen 1536 „hilligen Cruces Capelle“ und 1564 „ist vor Plawe und außerhalb belegen“ nachweisbar, steht möglicherweise in Zusammenhang mit dem an der Lübzer Straße nachweisbaren und um 1860 mit Wohnhäusern bebauten „alten Friedhof“

Zu den Kapellen gehörten in jedem Falle nachgewiesene Friedhöfe.
Alle diese geistlichen Stiftungen gingen in den Jahren nach der Reformation unter, die St. Jürgen-Kapelle wurde 1538 auf Anordnung des Herzogs Heinrich V. abgetragen, das Material beim Bau des Zeughauses auf der Burg verwendet.
Nach der Reformation hatte die Pfarre Plau zwei Pfarrstellen, die bis 1920 mit wenigen Unterbrechungen besetzt waren. Danach wurde mit Ausnahme der Zeit von 1935 bis 1945 und 1991 bis 1993 nur eine Pfarrstelle besetzt. Von 2007 bis 2020 teilte sich ein Pastorenehepaar die Pfarrstellen I und II zu je 75 % Stellenumfang, seit November 2020 ist die Pfarre zu 100 % besetzt.

## Pfarrer vor der Reformation
Einzelne Jahreszahlen sind lediglich Nennungen in jenen Jahren, durchgehende Dienstzeiten sind kaum bekannt.
- 1235, 1244 Hermann („plebanus Hermannus de Plawe“)
- 1277 Hermann („Her. de Plawe“ – wohl nicht identisch mit dem Vorgenannten)
- 1282, 1293, 1294, 1295 Dietrich („Teodericus plebanus de Plawe“)
- 1300, 1309 Ludolf („Ludolfus plebanus in Plawe“)
- (1317)–1335 Hermann Röbelmann († 1337 Parchim)
- 1370, 1372, 1376 Johann Lorenz („Johan Laurentii prester vicarius“)
- 1434 Henning Grabow
- 1443 Lorenz Fischer („Laurentius Wyscher“ als Stifter des Lehens St. Laurentii)
- 1500 Georg Krasse
- um 1532 Johannes Mowe (* um 1490 Plau, 1541 Pfarrer in Gnevsdorf)[A 2]

## Pastoren seit der Reformation
| 1. Pfarre   | 2. Pfarre   | Name                                              | Lebensdaten                                            | Anmerkungen |
| ----------- | ----------- | ------------------------------------------------- | ------------------------------------------------------ | --- |
| 1532–(1535) |             | Johann Wegener (Wagner)                           | unbekannt                                              | Wegener war Franziskaner, bevor er als lutherischer Prediger an den Hof von Heinrich V. (Mecklenburg) gerufen wurde. Dieser setzte ihn 1532 als ersten protestantischen Prediger in Plau ein. |
|             | (1530)–1540 | Johann Buddin (Boddin)                            | unbekannt                                              | Buddin war möglicherweise bereits als katholischer Pfarrer (Kaplan) in Plau. 1541 ist er als evangelischer Pfarrer an der Dorfkirche Serrahn genannt. |
| 1536–1556   |             | Johann von der Heyde                              | † 1556 Plau                                            | In seine Amtszeit fiel 1549 die endgültige Einführung der Reformation in Mecklenburg auf dem Landtag an der Sagsdorfer Brücke bei Sternberg. |
|             | 1541–(1552) | Johann Maaß                                       | * um 1478 Kyritz † 1552 Plau                           | Über ihn und seine Amtszeit gibt es keine überlieferten Informationen. |
|             | (1552–1564) | Johann Bossow                                     | unbekannt                                              | Bossow übernahm nach dem Tod des Stadtschreibers 1556 zusätzlich auch dieses Amt, um seine sehr geringen Einkünfte zu verbessern. Ansonsten ist über ihn nichts bekannt. |
| 1557–1574   |             | Valentin Grön                                     | * um 1520 Plau † 1601 Lübz                             | Unter Pastor Grön, der ein gebürtiger Plauer sein soll, wurden 1564 die nicht mehr benötigten katholischen Monstranzen und, bis auf drei, alle Abendmahlskelche nebst einigem anderen „Silberwerk“ nach Hamburg verkauft. Das Geld floss in eine Stiftung. 1570 wurde durch Evert Wichtendal ein neues Taufbecken gegossen. 1573 bat Grön aus gesundheitlichen Gründen, sein Amt aufzugeben. Man bat ihn zu bleiben, da die Gemeinde seiner so sehr gewöhnt wäre. Er bekam darauf Christoph Daneke als Unterstützung zur Seite, der ein Jahr später sein Nachfolger wurde. Gröns gesundheitlicher Zustand verbesserte sich durch diese Hilfe zusehends und er wechselte im Oktober 1574 in das Pfarramt der Stadtkirche Lübz, wo er bis zu seinem Tod amtierte. Pastor Grön und sein Nachfolger Daneke führten nebenher eine ausgiebige Landwirtschaft – sie hielten u. a. 6 Pflugochsen – was bei den Stadtvätern zu der Klage führte, sie „treiben sich im Felde umher, statt bei den Büchern zu sitzen.“ |
|             | (1572)–1585 | Adam Schütte (Schütz)                             | * um 1542 † Mitte 1585 Plau                            | Schütte kam als Pastor aus Pinnow bei Schwerin nach Plau und wird 1572 erstmals genannt, war aber wahrscheinlich schon vorher hier. Mit 6 Kindern und nur geringer Besoldung lebte die Familie in bitterer Armut. Gegen den Willen des Herzogs übernahm Schütte darum auch Schreiberdienste beim Rat. Pastor Schütte veröffentlichte 1580 und 1581 mehrere seiner Predigten. Er starb 1585 an der Pest. |
| 1574–1607   |             | Christoph Daneke (Dahnke)                         | * um 1540 Malchow † 10.11.1607 Plau                    | Daneke war 1573 als Hilfsprediger zur Unterstützung des kranken Pastors Grön, dessen Tochter Elisabeth er heiratete, nach Plau gekommen. Unter seiner Regie fanden 1581 an der Kirche umfangreiche Instandsetzungsarbeiten statt, außerdem wurde eine Turmuhr (heute im Burgturm ausgestellt) eingebaut und die Orgel repariert. Pastor Daneke sorgte auch dafür, dass der Kirchturm, der bereits seit 1560 ohne Dach dastand, bis 1604 mit einer „schönen hohen Spitze“, die 1696 wieder abbrannte, in Stand gesetzt wurde. |
|             | 1586–1594   | Nikolaus Schröder                                 | * um 1560 Wolde † 07.07.1594 Plau                      | Schröder war ab 1580 Pastor zu Retschow bei Doberan. Um seine Einsetzung in Plau im März 1586 gab es in der Stadt erbitterten Streit. Der Magistrat und die Gemeinde wollten lieber den Rektor Lorenz Hüning, Sohn des Ratsherren Sylvester Hüning, zum Pastor, der „während der Zeit der Pest und Gift treulich bei ihnen ausgehalten, ihnen und ihrer Jugend beigestanden und sich zum Predigen hatte gebrauchen lassen“. Der Herzog stellte sich als Oberpatron der Kirche aber dagegen. Nach Schröders frühem Tod entstand schnell der Verdacht, er wäre vergiftet worden. Sein Leichnam wurde daraufhin von Gerichtsdeputierten untersucht; die verdächtigen dunklen Hautflecken wurden aber nicht als Zeichen eines unnatürlichen Todes befunden. |
| 1607–1630   | 1595–1607   | Christoph Lemme                                   | * um 1565 Conow † 22.09.1630 Plau                      | Bei der Berufung des neuen zweiten Pastors brachen 1595 erneut Streitigkeiten zwischen Stadt und Herzog aus. Der erste Pastor Daneke schlug den Schulmeister Lazarus Walter vor, der jedoch Gegner hatte, da er Hochdeutsch sprach. Pastor Johann Gisenhagen aus Proseken gefiel ebenfalls nicht, schließlich einigte man sich auf den jungen Pastorensohn Christoph Lemme aus Conow bei Eldena. Dieser erlebte noch die Schrecken des Dreißigjährigen Krieges. Er starb etwa 65-jährig mit seiner Frau und etwa 600 weiteren Plauer Einwohnern während der verheerenden Pestepidemie vom Sommer 1630. Ihr Sohn Christoph Lemme war fürstlicher Stadtrichter in Plau. |
|             | 1608–1625   | Johann Busch                                      | * um 1584 Wildungen † 1625 Plau                        | Busch erhielt 1608 gegen den Widerstand der Gemeinde (als Thüringer war er ein „ausländischer Geselle“ und sprach Hochdeutsch) die Pfarrstelle nur unter der Bedingung, die 16-jährige Tochter des verstorbenen Pastors Daneke zu heiraten und für sie zu sorgen. Er reiste am 1. Dezember 1607 nach Plau, um sich nach seiner Braut umzusehen und berichtete dem Herzog daraufhin, „dass ein ehrliebender Geselle sich mit ihr ehelich einzulassen, nicht groß Bedenken nehmen solle.“ Er bekam daraufhin die Pfarrstelle übertragen. |
| 1630–1658   | 1626–1630   | Heinrich Lützing                                  | * 1592 Osnabrück † 1658 Plau                           | Lützing, der die etwa 36-jährige Witwe seines Vorgängers Johann Busch heiratete, stand der Kirchgemeinde in der schwersten Zeit der Stadtgeschichte vor. So entweihten z. B. schwedische Truppen die Kirche und schossen 1631 mit einer Kanone vom Kirchturm auf die von kaiserlichen Truppen besetzte Burg. Das Gegenfeuer beschädigte das Dach der Kirche erheblich. In der Stadt lebten 1649 noch 238 Einwohner. |
|             | 1631–1638   | Heinrich Lange                                    | * um 1601 Rostock † 22.07.1638 Plau                    | Pastor Lange, der von den Plauern als „zanksüchtig“ beschrieben wurde, starb zusammen mit seiner Frau während der in ganz Europa grassierenden großen Pestepidemie von 1638, die beiden kleinen Kinder überlebten. |
| 1659–1663   | 1639–1659   | Johann Northausen                                 | * 1615 in Thüringen † Dezember 1663 Plau               | Pastor Northausen – zuvor seit 1637 Pastor in Bellin bei Güstrow – beklagte sich im Bericht der Kirchenvisitation von 1662 über den schlechten Zustand der kirchlichen Gebäude, man könne nur unter Lebensgefahr im Pfarrhaus wohnen. Plau hatte in dieser Zeit etwa 250 Einwohner und erholte sich nur sehr langsam von der Katastrophe des Dreißigjährigen Krieges. |
| 1664–1673   | 1659–1664   | Heinrich Müller                                   | * um 1635 Alfeld † Februar 1673 Plau                   | Als noch sehr junger Pastor kam Müller 1659 in einer sehr bewegten Zeit nach Plau. Der Schwedisch-Polnische Krieg wütete, Plünderungen waren an der Tagesordnung, auch die Pastoren wurden von den Soldaten „mit dem blanken Degen“ überfallen. Pastor Müller wurde nur etwa 38 Jahre alt, seine Frau starb in derselben Nacht. „Nach seinem Tode blieb die Pfarre 3 Jahre unbesetzt. Von Sup. Schuckmann war der Goldberger Präpos. Molli in Vorschlag gebracht, der 1674 Juli 28 auch eine Probepredigt hielt; die Bürger erklärten aber nach Beendigung derselben, sie wollten ihn nicht haben, machten höhnische Mienen und gingen aus der Kirche. Der Sup. ward hierüber so erbittert, daß er Alle, die in dieser unverantwortlichen Meuterei begriffen waren, vom Abendmahl und Gevatterstand ausschloß.“ |
|             | 1664–1670   | Bartholomäus Minor                                | * in Thüringen † Januar 1670 Plau                      | Der aus Thüringen stammende Minor war seit 1662 zunächst Lehrer (Succentor) an der Domschule in Schwerin und wurde zu Michaelis 1664 vom Herzog als 2. Pastor nach Plau berufen. Nach nur 5 ½ Jahren Amtszeit starb er hier in recht jungem Alter. |
|             | 1671–1675   | Johann Vette                                      | * um 1638 Osnabrück † 30.12.1675 Plau                  | Vette war zunächst Rektor in Boizenburg, wurde dann nach Plau berufen. Als 2. Pastor erhielt Vette nach dem Tod des 1. Pastors Müller aus unbekannten Gründen nicht die 1. Pfarrstelle. Er blieb in seinem Amt allein, starb noch jung an Jahren. |
| 1676–1688   |             | David Hering                                      | * um 1643 Güstrow † 04.02.1712 Groitzsch               | Nach einer kurzen Vakanz – beide Pastoren waren verstorben – wurde David Hering 1676 vom Herzog nach Plau berufen. Er kam am Ende des Brandenburgisch-Schwedischen Krieges in die Stadt, die durch die durchziehenden Truppen wieder stark zu leiden hatte. Als erster mecklenburgischer Geistlicher bestritt Hering die Zuträglichkeit der Verbindung von Privatbeichte und Abendmahl, seinerzeit selbst bei Protestanten ein unerhörtes Vorkommnis. So ging er mit seiner Frau mehrmals ohne vorherige Beichte zum Tisch des Herrn und wurde deswegen angezeigt und durch ein Urteil des theologischen Gerichts zu Wittenberg am 16. Juli 1688 seines Dienstes enthoben. Es war dies jedoch nicht das Ende seiner Karriere, er zog ins Vogtland und wurde später Superintendent in Groitzsch. |
|             | 1678–1682   | Heinrich Witsche                                  | * 09.10.1644 Lübeck † 06.05.1714 Güstrow               | Witsche wurde 1682 nach nur knapp 4 Jahren in Plau vom Herzog an die Heilig-Geist-Kirche nach Güstrow berufen, wo er bis zu seinem Tod amtierte. |
| 1689–1724   | 1684–1689   | Johann Wolff                                      | * um 1660 Erfurt † 15.03.1724 Plau                     | Wolff wurde in Plau am 27. Juni 1684 in sein Amt als 2. Pastor eingeführt. Fünf Jahre später rückte er auf die 1. Pfarrstelle und wurde 1709 Propst (Präpositus). Er war verheiratet mit einer Tochter des Plauer Bürgermeisters Friedrich Andreas. In Wolffs 40-jährige Amtszeit fiel der verheerende Stadtbrand vom 6. November 1696, bei dem auch die knapp 100 Jahre zuvor errichtete „schöne hohe Spitze“ des Kirchturms niederbrannte und ebenso wie das alte Geläut und das Turmgewölbe zerstört wurde. Bis zum Jahr 1700 waren die Schäden bis auf das Turmgewölbe behoben und drei neue Glocken gegossen, als vierte Glocke kam eine der ehemaligen Quetziner Glocken hinzu. |
|             | 1690–1695   | Zacharias Crull                                   | * 18.11.1643 Malchin † Anfang 1695 Plau                | Der aus Malchin stammende Crull war ab 1671 Pastor in Techentin, ab 1690 in Plau, starb aber bereits nach 4 Jahren im Amt. |
|             | 1696–1697   | Franz Hartwig                                     | * um 1657 Lübeck † 12.12.1697 Plau                     | Hartwig wurde im Juni 1684 Pastor in Groß Upahl und erhielt 1796 die 2. Pfarre in Plau. Er starb noch relativ jung nach nur sehr kurzer Amtszeit von weniger als zwei Jahren in Plau. |
|             | 1699–1713   | Conrad Hauswedel                                  | * um 1669 Thulendorf † 30.03.1713 Plau                 | Hauswedel, Sohn des Pastors Mattheus Hauswedel, bekam Anfang 1699 die verwaiste 2. Pfarrstelle in Plau übertragen. Er starb im Frühjahr 1713, seine Frau (Witwe seines Vorgängers Franz Hartwig) starb nur zwei Wochen später. Der Sohn Matthäus Johann Hauswedel war später Advokat und Ratsherr, ein anderer Sohn wurde Pastor in Petschow. |
|             | 1714–1721   | Jacob Garwitz                                     | * 23.11.1679 Parchim † 27.03.1734 Eldena               | Der Sohn des Parchimer Ratsherren Christian Garwitz kam 1714 in sein Amt nach Plau und wurde nach 7 Jahren Dienstzeit hier nach Eldena berufen, wo er später auch starb. |
| 1724–1760   | 1723–1724   | Gabriel Diesteler                                 | * um 1694 Rostock † 26.09.1760 Plau                    | Gabriel Diesteler, Sohn des Rostocker Ratsherren Jacob Diesteler, erhielt 1723 die 2. Pfarrstelle in Plau. Nach nur einem Jahr bekam der noch recht junge Diesteler nach dem Tode Wolffs die 1. Pfarre übertragen. Bei einem heftigen Brand am 10. Oktober 1726 wurde auch der Chor der Kirche schwer beschädigt und der alte Marienaltar zerstört. Wohl in der Folgezeit ist die Kirche mit einem neuen barocken Gestühl ausgestattet worden. Während Diestelers Amtszeit vernichtete der Stadtbrand am 5. Mai 1756 auch die beiden Pfarrhäuser und das erst kurz zuvor am Kirchplatz erbaute Schulhaus. Die danach bis 1760 erbauten und von 2002 bis 2005 sanierten (ehem.) Pfarrhäuser zählen heute zu den ältesten Wohnhäusern der Stadt. Ein 1755 gestifteter großer Abendmahlskelch mit zugehöriger Patene und ein bestickter Klingelbeutel sind bis heute erhalten. |
| 1761–1767   | 1725–1761   | Johann Friedrich Satow                            | * um 1695 † 11.02.1767 Plau                            | Satow erhielt im April 1725 die 2. Pfarrstelle, rückte 1761 auf die 1. Pfarrstelle, gleichzeitig Ernennung zum Propst. Auch er erlebte den verheerenden Stadtbrand vom 6. Mai 1756 und die Zeit des Siebenjährigen Krieges. Die Pastoren Satow und Luckow versuchten mit nur mäßigem Erfolg, die Schulverhältnisse wieder in geregelte Bahnen zu lenken. Etwa die Hälfte der Kinder wuchs seinerzeit ohne jede Bildung auf der Straße auf. Ein Sohn Christoph Satow wurde Pastor in Federow. |
| 1767–1798   | 1762–1767   | Johann Heinrich Lukow                             | * 22.09.1732 Wismar † 18.02.1798 Plau                  | Lukow, Sohn eines Grobschmiedes, war seit Ende 1758 Pastor in Krakow, 1762 erhielt er die 2. Pfarrstelle in Plau und rückte 1767 als Propst auf die 1. Pfarrstelle auf. Er konnte durchsetzen, dass 1783 vom Herzog endlich eine neue Schulordnung für Plau erlassen wurde. Ab 1785 wurden erstmals 20 Kinder armer Eltern ohne Schulgeld unterrichtet. Pastor Lukow starb am seinerzeit recht häufigen Fleckfieber. |
|             | 1767–1782   | Samuel Christoph Litzmann                         | * 04.04.1740 Halle/S. † 24.03.1782 Plau                | Auf Wunsch des Vaters, des aus Neuruppin stammenden Diakons an der Liebfrauenkirche Halle Matthias Lorenz Litzmann, studierte Samuel Litzmann an der dortigen Universität Theologie. 1760 war er Lehrer in Bützow, kurz danach 1762 Rektor in Plau. 1765 bekam er die Predigerstelle in Lübz, bereits zwei Jahre später wurde er zum zweiten Pastor in Plau gewählt. Litzmann heiratete 1768 die Plauer Bürgermeistertochter Christine Sophie Hane. Ein Sohn Dr. Heinrich Carl Friedrich Litzmann war Obermedizinalrat in Gadebusch. Pastor Litzmann wurde viel gelobt wegen der „Güte seines Herzens“ und „Thätigkeit seines Geistes“. Zwei Jahre nach seinem frühen Tod erschienen einige seiner Predigten und Aufsätze in Druck. |
|             | 1783–1794   | Johann Joachim Ballhorn                           | * 31.08.1734 Neustadt-Glewe † 30.11.1794 Plau          | Ballhorn, Sohn des Pastors Joachim Friedrich Ballhorn, bekam 1760 die Pfarrstelle in Groß Pankow, kam dann nach Plau. Er starb hier am Fleckfieber. |
| 1798–1827   | 1795–1798   | Johann Carl Georg Belitz                          | * 23.11.1763 Grabow (Elde) † 08.07.1827 Plau           | Belitz, Sohn des Grabower Rektors Georg Andreas Belitz, war nach dem Studium zunächst Feldprediger bei den mecklenburgischen Kontingenttruppen in Holland. Er betreute die Plauer Gemeinde auch während der schweren Jahre der „Franzosenzeit“. Sein Sohn Carl Georg Dieterich Belitz (1799–1869) war Advokat und Senator in Plau, ein weiterer Sohn Helmuth Friedrich Ludwig Belitz (1802–1851) Arzt in Wismar. |
|             | 1798–1806   | Friedrich Caspar Petersen                         | * 06.11.1766 Ruchow † 16.11.1806 Plau                  | Petersen starb im Alter von nur 40 Jahren während der französischen Besatzung Mecklenburgs an der Schwindsucht. Im Sterberegister ist darüber vermerkt: Die schrecklichen Unruhen dieser Zeit beförderten seinen Tod. |
| 1827–1832   | 1806–1827   | Georg Petrus Schleker                             | * 20.10.1777 Rostock † 06.05.1847 Grabow b. Kyritz     | Schleker, Apothekersohn aus Rostock, schied 1832 nach 26 Jahren als Pastor auf eigenen Wunsch aus dem Pfarrdienst aus, um als Erb- und Gerichtsherr das Gut Grabow zu übernehmen. |
| 1832–1847   | 1828–1832   | August Heinrich Reincke                           | * 08.01.1796 Braunschweig † 25.06.1873 Schwerin        | Reincke, der einzige promovierte Pastor in Plau, spielte nach seiner vorzeitigen Emeritierung eine wenig rühmliche Rolle in der Stadt, indem er öffentlich seinen Glauben verleugnete, auch mit dem Magistrat in Konflikt geriet, was ihm eine mehrwöchige Freiheitsstrafe eintrug. |
|             | 1832–1836   | Heinrich Friedrich Franz Passow                   | * 14.11.1804 Badendiek † 20.07.1880 Röbel              | Passow, Sohn eines Pastors, war nur kurze Zeit Inhaber der zweiten Pfarre in Plau, er bekam anschließend 1836 die Pfarre an der Nikolaikirche (Röbel), wo er 44 Jahre bis zu seinem Tod amtierte. |
| 1847–1882   | 1836–1847   | Eduard Theodor Friedrich Birckenstädt             | * 01.12.1805 Krakow † 04.11.1886 Plau                  | In die Amtszeit des Pastorensohnes fallen die Stiftung eines neuen Altarbildes für die Marienkirche Plau 1863 und die von ihm vorangetriebene Sanierung der Kirche mit weitgehender Neuerrichtung des alten, baufälligen Chores. Birckenstädt trat im Alter von 76 Jahren in den Ruhestand. |
| 1882–1889   | 1847–1882   | Johann Georg Friedrich Wolff                      | * 03.05.1811 Rostock † 11.07.1889 Plau                 | Wolff, Sohn eines Rostocker Zimmermanns, leitete nach seinem Studium eine von ihm selbst begründete Privatschule für Knaben aus höheren Ständen. 1847 nahm er das Angebot für die zweite Pfarrstelle in Plau an. Eine hier begründete Privatschule konnte sich mangels Schülern in einer Kleinstadt nicht dauerhaft halten. Wolff wirkte 42 Jahre segensreich in der Plauer Gemeinde. |
| 1889–1902   | 1882–1889   | Christian Paul Nathanael Gerlach                  | * 09.08.1842 Wollstein/Posen † 07.07.1906 Doberan      | Gerlach, Sohn eines Superintendenten, war zunächst Hauslehrer in Karow bei Plau am See, dann Lehrer an der Bürgertöchterschule Schwerin, Rektor in Ribnitz und Ludwigslust, schließlich Pastor in Wasdow und zuletzt in Plau. Schwer erkrankt wurde er 1902 emeritiert. Er zog zu einer Tochter in Bad Doberan. |
|             | 1901–1902   | Otto Münster                                      | * 30.01.1871 Plau † 10.05.1962 Grevesmühlen            | Münster war nach seinem Studium zunächst Lehrer in Stavenhagen. Ab 1901 vertrat in Plau für ein Jahr den schwer erkrankten Pastor Gerlach. Nach dem zweiten Theologieexamen ging er 1906 als Pastor nach St. Nikolai (Grevesmühlen). |
| 1902–1920   | 1889–1902   | Albert Karsten                                    | * 15.04.1852 Reinshagen † 19.06.1920 Plau              | Karsten stammt aus einer angesehenen mecklenburgischen Familie. Einer seiner Vorfahren war Lorenz Karsten, drei Söhne waren ebenfalls Pastoren, ein weiterer Studienrat Martin Karsten. Nach dem Studium war er Gymnasiallehrer in Parchim, Rektor in Dargun und Pastor in Bützow-Dreibergen, bevor er schließlich 1889 nach Plau kam. |
| 1921–1935   | 1902–1921   | August Wiegand                                    | * 26.12.1864 Schwerin † 22.09.1945 Schwerin            | August Wiegand, ein ausgebildeter Judenmissionar, stellte sich später gegen die bislang praktizierte Judenmission der christlichen Kirche und vertrat dagegen die uneingeschränkte Akzeptanz von christusgläubigen Juden. Wiegand wirkte mehr als 33 Jahre in Plau und setzte sich hier, wie auch später an seinem Ruhesitz Schwerin, für von den Nationalsozialisten verfolgte Juden ein. |
| 1935–1936   |             | Gerhard Tietzen                                   | * 10.01.1882 Ober-Reimersdorf † 27.12.1940 Verden      | Tietzen hatte kein theologisches Examen und war Alkoholiker. Vor seiner zum 1. März 1936 ausgesprochenen Kündigung verschwand er unter Hinterlassung einiger Schulden aus Plau und zog zu seiner Geliebten. Ein von ihm verfasstes Büchlein Der Inselpastor trägt autobiografische Züge. |
|             | 1936–1937   | Berendt Willmann (Villmann)                       | * 12.08.1902 Pärnu/Estland † 30.04.1942 Kirow/Russland | Als Boris Villmann (ab 1923 Aareandi) in Estland geboren, war er 1926 freiberuflicher Professor an der Universität Tartu. Teilnahme am estnischen Unabhängigkeitskrieg. 1934 unter Vorwurf der Vergewaltigung Flucht aus Estland. Er erhielt einen deutschen Pass mit neuem Namen. Er verschwand 1937 aus Plau, ging zurück nach Estland und ist von Russen am 10. Februar 1941 verhaftet und später in Kirow als „Faschist“ erschossen worden. |
| 1937–1951   |             | Arnulf Michaelis                                  | * 22.03.1912 Luzine † 31.03.1998 Hamburg               | Michaelis gelang es, nach „zwei Jahren hiesiger kirchlicher Verwüstung“ die Verhältnisse in der Gemeinde wieder zu ordnen. In den politischen Unruhen von 1951 kam er seiner unmittelbar bevorstehenden Verhaftung durch die DDR-Behörden zuvor und verließ Hals über Kopf die Stadt und die DDR. |
|             | 1937–1945   | Ferdinand Veil                                    | * 11.07.1909 Gnadenfrei † vermisst April 1945          | Veil kam als Vikar auf die II. Pfarrstelle. Als Deutschchrist hatte er zunehmend Differenzen mit Pastor Michaelis, der sich daraufhin der Bekennenden Kirche zuwendete. Veil zog 1941 freiwillig in den Krieg. In der Schlacht um Berlin wurde er am Prenzlauer Berg im April 1945 schwer verwundet. Er kam in Gefangenschaft der Roten Armee und gilt seitdem als vermisst. |
|             | 1945–1946   | Hermann Johannes Ederberg                         | * 24.01.1893 † 03.12.1978                              | Unter den vielen Flüchtlingen, die zu Kriegsende nach Plau kamen, war auch der aus Estland stammende Pastor Ederberg. Mit offiziellem Auftrag der Landeskirche betreute er seine Leidensgenossen seelsorgerisch. Er ging 1946 nach Teichwitz in Thüringen, wo er von 1947 bis zum Eintritt in den Ruhestand 1961 amtierte. |
| 1951–1968   |             | Karl Timm                                         | * 28.04.1900 Pritzier † 1981 Bellin                    | Timm, aus einer weitverzweigten Pastorenfamilie stammend, erhielt die Pfarre Plau, nachdem Pastor Michaelis die DDR wegen bevorstehender Verhaftung völlig überraschend Hals über Kopf verlassen musste. |
| 1968–1993   |             | Albrecht-Joachim Boldt                            | * 06.04.1933 † 09.09.2020                              | Pastor Boldt begründete die Partnerschaft zur Stadtkirchengemeinde Hersbruck. In seine Amtszeit fällt u. a. die Weihe der neuen Orgel von Wolfgang Nußbücker (1980). Boldt ist Zeitzeuge der Wende und friedlichen Revolution in der DDR. |
|             | 1991–1999   | Martina Kehnscherper/Holz                         | * 20.03.1964 † 15.07.2002                              | Martina Kehnscherper geb. Degner kam 1991 nach Plau, um den amtierenden Pastor Boldt in einer Zeit des gesellschaftlichen Wandels zu unterstützen. Sie übernahm nach Boldts Eintritt in den Ruhestand die Pfarre allein. An einem Brustkrebs erkrankt, wurde sie 1999 in den einstweiligen vorzeitigen Ruhestand versetzt. 2002 erlag sie den Metastasen. |
| 1999–2006   |             | Carl-Christian Schmidt Angret Schmidt, geb. Belbe | * 26.07.1943 * 18.06.1944 † 26.04.2023                 | Schmidt übernahm die Gemeinde nach einer Zeit der krankheitsbedingten Vakanz seiner Vorgängerin. In seiner Amtszeit wurde die schrittweise Sanierung der Marienkirche weiter vorangetrieben. Seine Frau war die erste offizielle Seelsorgerin am neuen Krankenhaus Plau. |
| seit 2007   |             | Stephan Poppe Hannah Poppe                        | * 05.05.1972 † 17.07.2020 * 1977                       | Das Ehepaar teilte sich bis zum frühzeitigen Tod Stephan Poppes 2020 die seit 2007 zu 150 % besetzte Pfarre Plau I und II. Zum Dienstumfang gehören die Verwaltung der seit 2005 mit Plau verbundenen Pfarre Barkow/Broock und die Krankenhausseelsorge an den beiden Plauer Kliniken. |